# Языковой дублет
Лингвистический дублет, также языковой дублет или просто дублет (от фр. doublet, или прилаг. double — двойной) — в языкознании — лексические единицы и группы единиц, одинаковых или близких по значению, связанных с одной и той же производящей основой этимологически, но в процессе эволюционного развития языка дифференцированных семантически и/или стилистически.
Также, наоборот, дублетами называются слова (или сочетания), отличающиеся фонетически, морфологически или синтаксически, но несущие полностью совпадающие значения: тво́рог — творо́г, камешек — камушек, (чашка) чаю — чая, приверженность науке — приверженность к науке.

## Русский язык
- «Замо́к» и «за́мок» (богемизм)
- «Холоп» и «хлопец» (полонизм)
- «Узел» и «вензель» (полонизм)
- «Надёжный» и «надежда» (старославянизм)
- «Обволакивать» и «облако» (старославянизм)
- «Горожанин» и «гражданин» (старославянизм)

Существуют также дублеты, где оба слова — заимствования:
- «Стандарт» и «штандарт» (первое слово — англицизм, второе — германизм)
- «Махина» и «машина» (первое слово — грецизм, второе — галлицизм)
- «Регистр» и «реестр» (первое слово — латинский интернационализм, второе — его польский вариант)
- «Ко́мплексный» и «компле́ксный» (первое слово — латинский интернационализм, второе французского происхождения)
- чердак и чертог (древнебулгарское и тюркизм)
- проектор и прожектор
- инъекция и инжекция (первое — из латыни, второе — из латыни через французский)
- известь и асбест (грецизм и германизм или галлицизм)
- христианин и крестьянин (грецизм и латинизм или германизм)
- шифр и цифра (галлицизм и полонизм или германизм)
- изумруд и смарагд (тюркизм и грецизм)
- крейсер, круизер и крузер (первое — из нидерландского, второе и третье — из английского)

Оба слова в этом случае могут быть заимствованы из одного языка, примером является само слово дублет и парное слово дуплет (оба галлицизмы), или, например, миксер и микшер (оба англицизмы).
Отдельный случай дублетов — заимствованное слово и калька:
- эксклюзивный и исключительный[2].

Одно из слов в этом случае может возникнуть как калька в другом языке:
- вселенная (калька с греческого)[3][4] и ойкумена (грецизм), экумена (латинизированный грецизм).

## Романские языки
Наиболее широко дублеты представлены в романских языках, где в одном словообразовательном гнезде зачастую уживаются этимологически родственные слова народно-латинского, классического латинского и смешанного происхождения. Первые, как правило, сильно изменены языковыми законами просторечия (элизия, протеза, ассимиляция, изменённое ударение и др.), а классический книжный латинизм мало отличается от своего античного аналога.

### Испанский язык
- hecho «сделанный», но fáctico «фактический» при класс. лат. factum
- hacer «делать», но satisfacer «удовлетворять» при класс. лат. satis+facere
- sobre «над», но super «высший» при класс. лат. super
- llamar «звать», но clamar «требовать» при класс. лат. clamare

### Французский язык
- oie «гусь», но aviaire «птичий» при класс. лат. avica
- loyal «лояльный», но legal «легальный» при класс. лат. legalem
- sanglier «кабан», но singulier «единственный» при класс. лат. singularem
- eau «вода», но aquatique «водяной» при класс. лат. aqua

### Румынский язык
- apă «вода», но acvatic «водяной» (заимствование из французского) при класс. лат «aqua»
- fapt «факт», faptă «поступок», но făcut «сделанный» (face «делать»), а также factură «счёт-фактура» (заимств. из лат.); ср. итал. fatto «сделанный» и «факт»
- abur «пар», но vapor «пароход»
- des (ж.р. deasă) «плотный, частый», но тж. dens (из франц.) «плотный».

## Английский язык
Функционирование в средневековой Англии сразу трёх близкородственных языков (латынь, англо-нормандский язык, а затем и собственно французский язык) привело к массовым заимствованиям, многие из которых представляют собой лексические дублеты:

### Примеры
- норм. warranty (ручательство) — фр. guarantee (гарантия)
- норм. warden (надзиратель) — фр. guardian (страж)
- норм. catch (ловить) — chase фр. (преследовать) — лат. caption (записывать, дублировать) — лат. capture (захватывать)

Нормандская форма, закрепившаяся в английском, слева и парижские аналоги справа:
- wage (зарплата) — gage (заклад, залог)